# Marstall (Münstermaifeld)
Der Marstall ist ein abgegangenes Gebäude in Münstermaifeld, einer Stadt im Landkreis Mayen-Koblenz (Rheinland-Pfalz). Der Marstall wurde 1535 durch Kurfürst Johann III. von Metzenhausen erbaut und diente ursprünglich der Pferdezucht und als Zehntscheuer. 1914 brannte das Gebäude aus und wurde in der Folge abgerissen.

## Beschreibung
Johann Büchel V. schreibt in seiner Chronik:
"Die vormalige Probstliche Kellerey und Marstall samt Zugehör, liegt am südlichen Theil des Jahrmark und dem nördlichen Theil des Wochenmark und scheidet beide Marktplätz voneinander, gehet in gerader Linie westwärts von der Kirchstraß zu Osten und bildet ein Theil der Herrenstraß, hat eine Länge von 90 Metres und eine Breits von 36 Metres."
Damit war der Marstall das nach der Stiftskirche, zweitgrößte- und höchste Gebäude der Stadt. Über eine mächtige Treppe waren die drei Speicherebenen zur Aufnahme des Zehnten und anderer Abgaben erreichbar. Unterhalb waren Stallungen untergebracht.

## Brand
Am 1. Februar 1914 brannte das Gebäude bis auf die Grundmauern nieder. 
Ursache des Feuers war vermutlich Brandstiftung. Es brach in der Tenne, im Seitenteil aus. Dort wurden die Stroh- und Futtervorräte des damaligen Pächters Jakob Krechel (Eigentümer des in der Nähe liegenden Maifelder Hofes) gelagert, die dem Feuer reichlich Nahrung boten. Dank dem Einsatz der Feuerwehr fing keines der bedrohten Nachbargebäude Feuer, obwohl der Funkenregen auf die Häuser der östlichen Herrenstraße, die Stiftsstraße, das Pfarrhaus und den Maifelder Hof über mehrere Stunden niederging. Peter Hoff, ein gebürtiger Münstermaifelder, der zusammen mit weiteren Seminaristen bei den Löscharbeiten half, zog sich dabei starke Brandwunden zu und wurde für seine Leistung später geehrt. Das mit 1.700 Mark versicherte Gebäude wurde später auf Beschluss des Stadtrates abgerissen, da nur noch die Grundmauern und die beiden großen Giebel standen.